# Barleria tischeriana
Barleria tischeriana är en akantusväxtart som beskrevs av Emilio Chiovenda. Barleria tischeriana ingår i släktet Barleria och familjen akantusväxter. Inga underarter finns listade i Catalogue of Life.